# Тај-кадајски језици
| Кра Кам-суи Бе Хлаи | Северни таи Централни таи Југозападни таи |

Тај-кадајски, таи-кадаи, кра-даи, кра-дајски или сијамски језици су језичка група од око 70 језика у југоисточној Азији и на југу Кине. Сви језици у породици су тонални, укључујући тајландски и лаоски, националне језике Тајланда и Лаоса. Око 93 милиона људи говори Кра-Дај језике; 60% њих говори тајландски. Ethnologue наводи 95 језика у породици, од којих су 62 у тајској грани.
Тај-кадајски језици чине три подгрупе:
- хлајски језици (2 језика, 800 хиљада говорника)
- кадајски језици (9 језика, 95 хиљада говворника)
- кам-тајски језици (58 језика, 82 милиона говорника)

Прве две подгрупе језика се срећу на кинеском острву Хајнан.

## Имена
Назив „Кра–Деј“ је предложио Вира Остапират (2000), пошто су Кра и Деј реконструисани аутоними кра и тај грана респективно. „Кра–Деј“ је од тада користила већина стручњака који раде на лингвистици југоисточне Азије, укључујући Норквест (2007), Питајапорн (2009), Бакстер & Сагарт (2014) и Енфилд и Комри (2015).
Назив „Тај–Кадај“ се користи у многим референцама, као и у Ethnologue и Glottolog, али Остапират (2000) и други сугеришу да је проблематично и збуњујуће, дајући предност имену „Кра–Дај“. „Тај–Кадај“ потиче од застареле поделе породице на две гране, Тај и Кадај, које је први предложио Пол К. Бенедикт (1942). Године 1942. Бенедикт је ставио три Кра језика (гелаоски, Лакуа (кабјаоски) и лачки) заједно са хлајским у групу коју је назвао „Кадај”, од ка, што значи „особа” у гелаоском и лакуанском (кабјаоски) и Дај, облику аутонима хлајског. Бенедиктова (1942) група „Кадај“ заснивала се на његовом запажању да крајски и хлајски језици имају бројеве сличне аустронезијским. Међутим, ова класификација је сада универзално одбачена као застарела након што је Остапират (2000) показао кохерентност крајског огранка, који се не сврстава у подгрупу са хлајским огранком као што је Бенедикт (1942) предложио. „Кадај“ се понекад користи за означавање целе породице Кра-Дај, укључујући и Солнитов рад (1988). Додатно је збуњујуће што неке друге референце ограничавају употребу „Кадаја” само на крајски огранак породице.
Назив „Дејк“ користи Роџер Бленч (2008).

## Одлике
Тај-кадајски језици су језици са од 3 до 9 различитих мелодијских акцената. По правилу су моносилабички (речи се састоје из једног слога), и немају морфологију (конјугацију, декилнацију). Ред речи је најчешће по правилу: субјекат-глагол-објекат. Атрибути и именичке одредбе долазе иза именица које описују.

## Значајнији језици
Језици из ове групе по броју говорника:
- Тајландски (46 милиона, југозападни таи)
- Исан (са 20 милиона говорника, исан представља варијанту лаоског језика која се говори на Тајланду)
- Северни жуанг (10 милиона, северни таи)
- Лана (6 милиона, југозападни таи)
- Пак-тајски (5 милиона, југозападни таи)
- Јужни жуанг (4 милиона, централни таи)
- Лаоски (око 5 милиона, не рачунајући говорнике исана, југозападни таи)
- Шан (3 милиона, југозападни таи)
- Донг (2,4 милиона, кам-суи)
- Буји (2 милиона, северни таи)